# Oman Air
Oman Air (in arabo: الطيران العماني) è la compagnia di bandiera del Sultanato dell'Oman. Con base all'aeroporto Internazionale di Mascate, opera voli sia a livello domestico che a livello internazionale.
La compagnia aerea è un membro della Arab Air Carriers Organization.

## Storia

### Gli inizi
Oman Air può far risalire le sue radici al 1970, quando venne fondata l'Oman International Services (OIS). La società divenne un fornitore di servizi di assistenza a terra per aeromobili civili presso l'aeroporto di Beit Al Falaj. Nel 1972, l'OIS trasferì le sue operazioni nel nuovo terminal dell'aeroporto Internazionale di Seeb. La società rilevò la divisione velivoli leggeri di Gulf Air nel 1977, prima di fondare la divisione di ingegneria aeronautica nello stesso anno. L'industria dell'aviazione civile in rapida espansione dell'Oman portò l'OIS alla costruzione di numerose strutture, inclusi hangar, officine e catering a bordo, per far fronte all'aumento dell'attività.
Nel 1981, Oman Aviation Services diventò una società per azioni. OAS acquistò anche 13 aerei da Gulf Air, consentendo alla società di sostituire i suoi Fokker 27-600 turboelica con la serie −500. L'anno successivo, l'Oman Aviation Services avviò congiuntamente servizi con alcuni jet, insieme a Gulf Air, verso Salalah. Dal 1983 al 1993, l'azienda acquisì nuovi velivoli, tra cui il Cessna Citation, e nuove strutture per aiutarla a migliorare i propri servizi.

### Fondazione
Nel 1993 venne fondata Oman Air. L'inizio della compagnia aerea è datato a marzo, quando un Boeing 737-300 noleggiato da Ansett Worldwide Aviation Services (AWAS) effettuò un volo da Mascate a Salalah. Nel luglio dello stesso anno, il primo volo internazionale della compagnia aerea venne operato per Dubai, utilizzando un Boeing 737-300. Seguirono rapidamente voli verso altre destinazioni, con servizi per Trivandrum (Thhiruvananthapuram) a partire da novembre, Kuwait e Caraci nel gennaio 1994 e Colombo in ottobre. Nel 1995, due Airbus A320 furono noleggiati dalla Region Air di Singapore per sostituire i 737. Dal 1995 al 1997 vennero avviati i servizi per Mumbai, Dhaka, Abu Dhabi, Doha e Chennai. Nell'ottobre 1998, Oman Air venne ammessa nel gruppo commerciale dell'industria aeronautica internazionale International Air Transport Association (IATA). Entro la fine dell'anno successivo, Gwadar, Peshawar, Jeddah e Al Ain furono incluse nella rete di rotte in continua espansione della compagnia aerea, sebbene le prime due, insieme a una serie di altre destinazioni, vennero poi ritirate nel 2000.

### Ricapitalizzazione
Nel marzo 2007, il governo dell'Oman ha ricapitalizzato la compagnia aerea, il che ha visto il governo aumentare la sua partecipazione dal 33 all'80 percento circa. È stato anche annunciato che Oman Air avrebbe rivalutato i suoi piani strategici, con la possibilità di entrare nel mercato a lungo raggio. Ciò è culminato nel maggio 2007, quando il Sultanato dell'Oman si è ritirato da Gulf Air per concentrarsi sullo sviluppo di Oman Air, rendendo Gulf Air una compagnia aerea esclusivamente del Bahrein. Oman Air ha iniziato i suoi servizi a lungo raggio il 26 novembre 2007 lanciando voli per Bangkok e Londra.
Il 2 aprile 2007, Oman Air ha annunciato di aver effettuato un ordine con Airbus per 5 Airbus A330 in consegna nel 2009. Al Dubai Air Show del 2009, Oman Air ha finalizzato l'ordine per 3 A330-300 e 2 A330-200. Le consegne sono iniziate nel terzo trimestre del 2009. Nel febbraio 2009, Oman Air ha annunciato l'intenzione di noleggiare altri 2 A330-200 da Jet Airways. Sempre durante il Dubai Air Show del 2009, Oman Air ha finalizzato un ordine per cinque Embraer 175 con altre 5 opzioni, che la compagnia aerea ha ricevuto dal 2011.
Nel marzo 2010, Oman Air è diventata la prima compagnia aerea al mondo a offrire servizi Internet Wi-Fi e telefoni cellulari su rotte selezionate.

### Sviluppi dal 2010
Al novembre 2010, il governo dell'Oman deteneva una partecipazione del 99,8% nella compagnia aerea. Nel 2010, Maitha Al Mahrouqi è stata nominata Country Manager. Nel 2011, Oman Air ha vinto il premio Gold come "Airline of the Year" al Laurier d'Or du Voyage d'Affaires in Francia.
Nel settembre 2013, il CEO avrebbe affermato che Oman Air stava studiando un incremento della flotta a 50 aeromobili entro il 2017. Nell'aprile 2015, Oman Air ha annunciato che avrebbe gradualmente eliminato i suoi aeromobili più piccoli per concentrarsi su una flotta interamente di Airbus e Boeing. I 2 ATR 42-500 sono stati ritirati entro la fine del 2015 mentre i 4 Embraer 175 e il Boeing 737-700 entro la fine del 2016. Nell'aprile 2017 Oman Air ha annunciato l'intenzione di sostituire gli A330 con Airbus A350 o Boeing 787. Nel luglio 2017, Oman Air ha ricevuto il premio come "Best Airline Staff Service in the Middle East" agli Skytrax World Airline Awards. Inoltre, nel settembre dello stesso anno, i Seven Stars Luxury Lifestyle and Hospitality Awards l'hanno nominata "Miglior compagnia aerea in Europa, Medio Oriente e Africa" per il secondo anno consecutivo. Nell'ottobre 2018, l'amministratore delegato di Oman Air Abdulaziz bin Saud al Raisi ha annunciato che la compagnia mirava ad aggiungere oltre 60 nuove destinazioni e 70 aeromobili entro il 2022.
Nel giugno 2019, l'International Air Transport Association (IATA) ha concesso la certificazione di livello 4 New Distribution Capability (NDC) alla compagnia di bandiera del Sultanato dell'Oman. Il vettore è diventato una delle prime compagnie aeree a operare secondo gli standard più recenti, aggiungendo il titolo alla sua certificazione NDC di livello 3 esistente. Oman Air, insieme a Kenya Airways, ha annunciato l'espansione della sua cooperazione in code-share, che è stata firmata per la prima volta nell'agosto 2017. L'espansione, in vigore dal 1º ottobre 2019, ha aumentato le destinazioni per i loro passeggeri, dove potevano viaggiare da Nairobi a Entebbe in Uganda e Johannesburg in Sudafrica.
Nel febbraio 2021, Oman Air ha annunciato che avrebbe abbandonato i piani di espansione della flotta a causa della minore domanda dovuta alla diffusione del COVID-19. Il presidente Mohammed Al-Barwani ha annunciato la riduzione della flotta dagli attuali 50 aerei a 36 aeromobili. Inoltre, alcune rotte non redditizie, tra cui Atene e Casablanca, sono state cancellate.
Nel settembre 2021, Oman Air ha annunciato l'intenzione di entrare in nell'alleanza Oneworld entro la fine del 2022.

## Identità aziendale

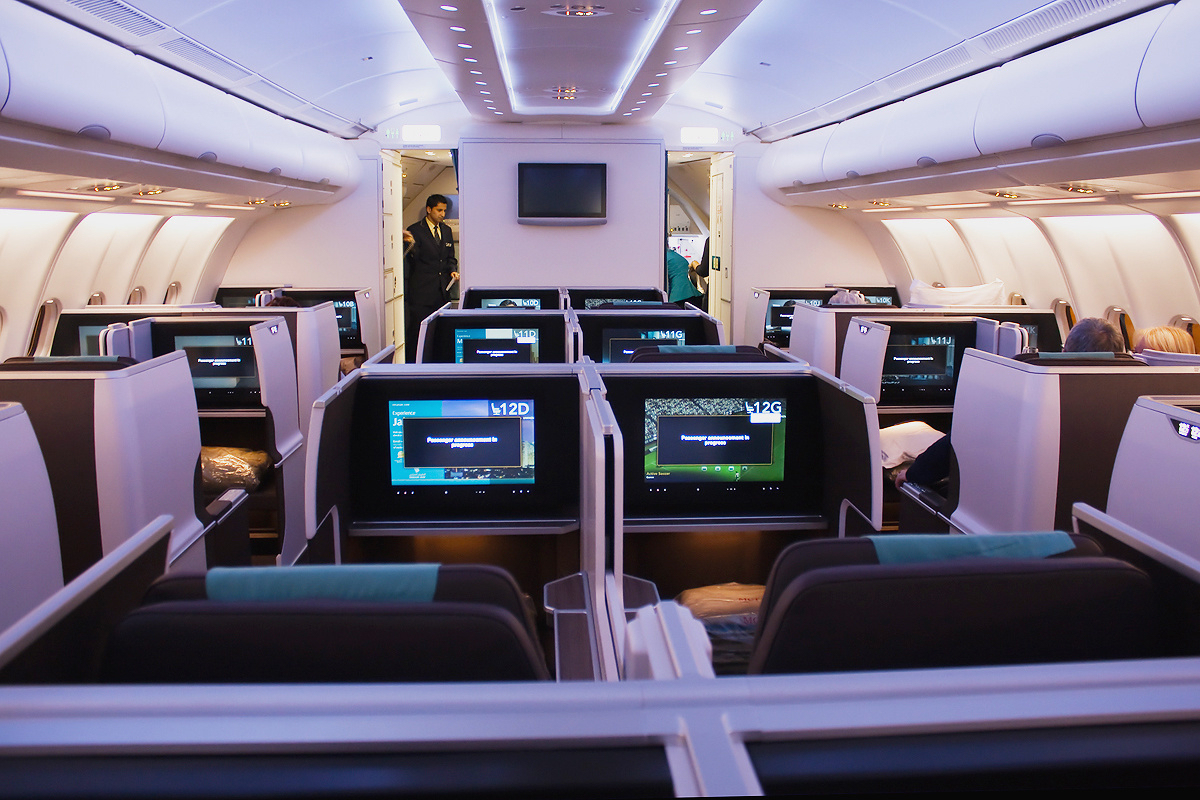
La business class su un Airbus A330-300.

### Servizi in volo
In conformità con le leggi islamiche, tutti i pasti serviti a bordo di Oman Air sono preparati secondo le linee guida Halal. Pasti speciali sono disponibili su richiesta.
Oman Air è anche una delle sole cinque compagnie aeree del GCC a servire bevande alcoliche (le altre sono Gulf Air, Emirates, Qatar Airways ed Etihad Airways). Le bevande alcoliche sono disponibili solo sui voli internazionali a lungo raggio e, in conformità con il GCC e le leggi islamiche, l'alcol non viene servito in volo durante la stagione del Ramadan o sui voli inter-mediorientali. Il divieto di alcol viene applicato anche sulle rotte dell'Arabia Saudita e dell'Iran, in cui l'alcol è vietato in entrambi i paesi dalla legge islamica.
Gli Airbus A330-300 e Boeing 787 sono dotati di Wi-Fi e portabilità della rete mobile a bordo. La rivista di bordo di Oman Air si chiama Wings of Oman ed è disponibile per tutte le classi di viaggio sui voli nazionali e internazionali sia in inglese che in arabo.

### Programma frequent flyer
Sindbad è il programma frequent flyer di Oman Air, lanciato nel 2006. È un programma frequent flyer a tre livelli gestito direttamente da Oman Air. I tre livelli sono Sindbad Blue, Sindbad Silver e Sindbad Gold. Sindbad ha un accordo di partnership con il rispettivo programma di Etihad Airways e le miglia possono essere accumulate tramite diversi partner Sindbad.

## Flotta

### Flotta attuale

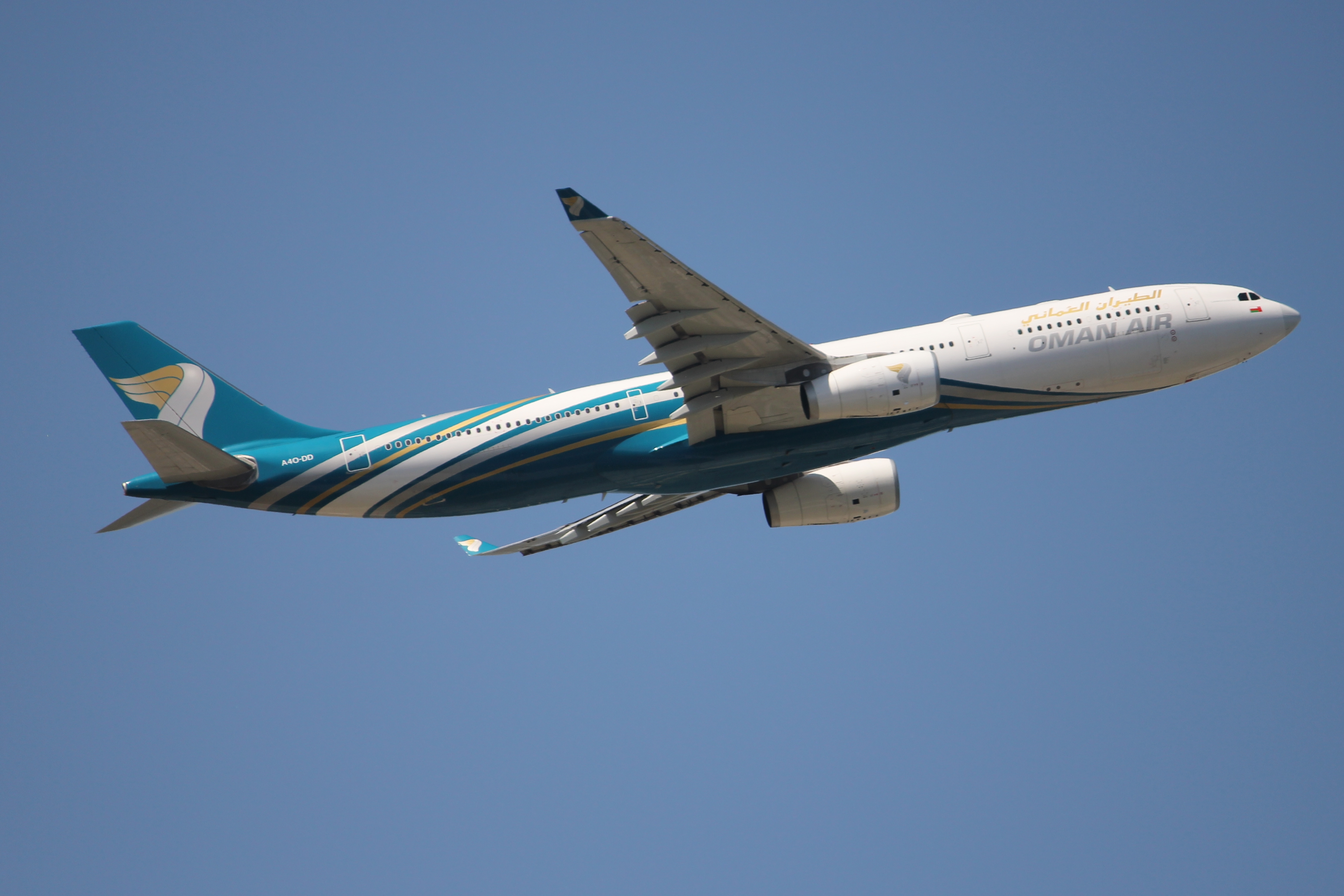
Un Airbus A330-300.

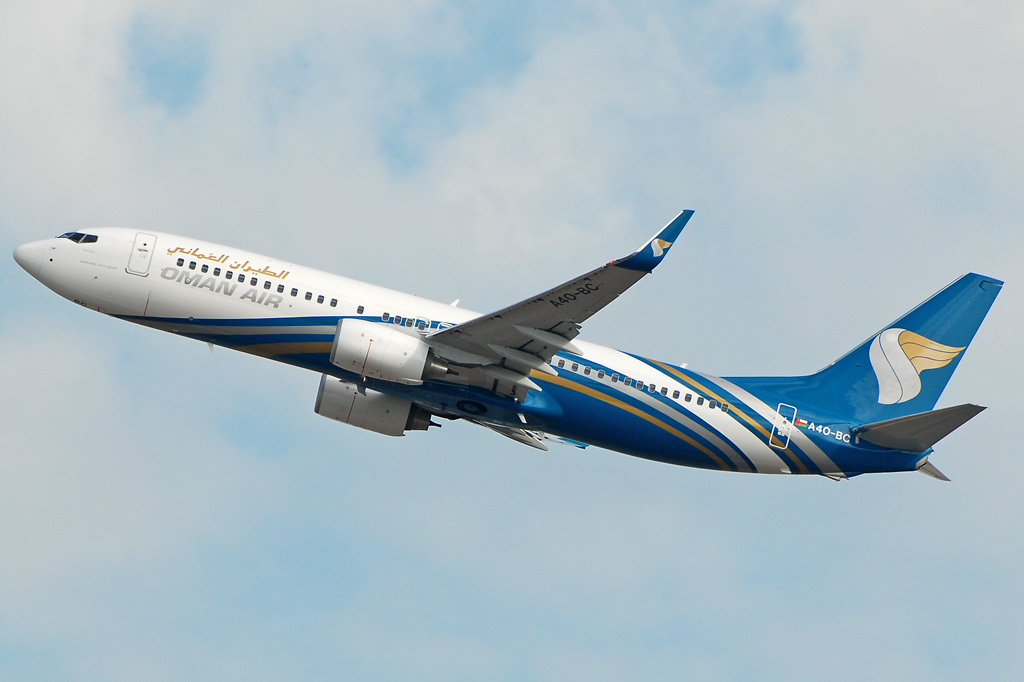
Un Boeing 737-800.

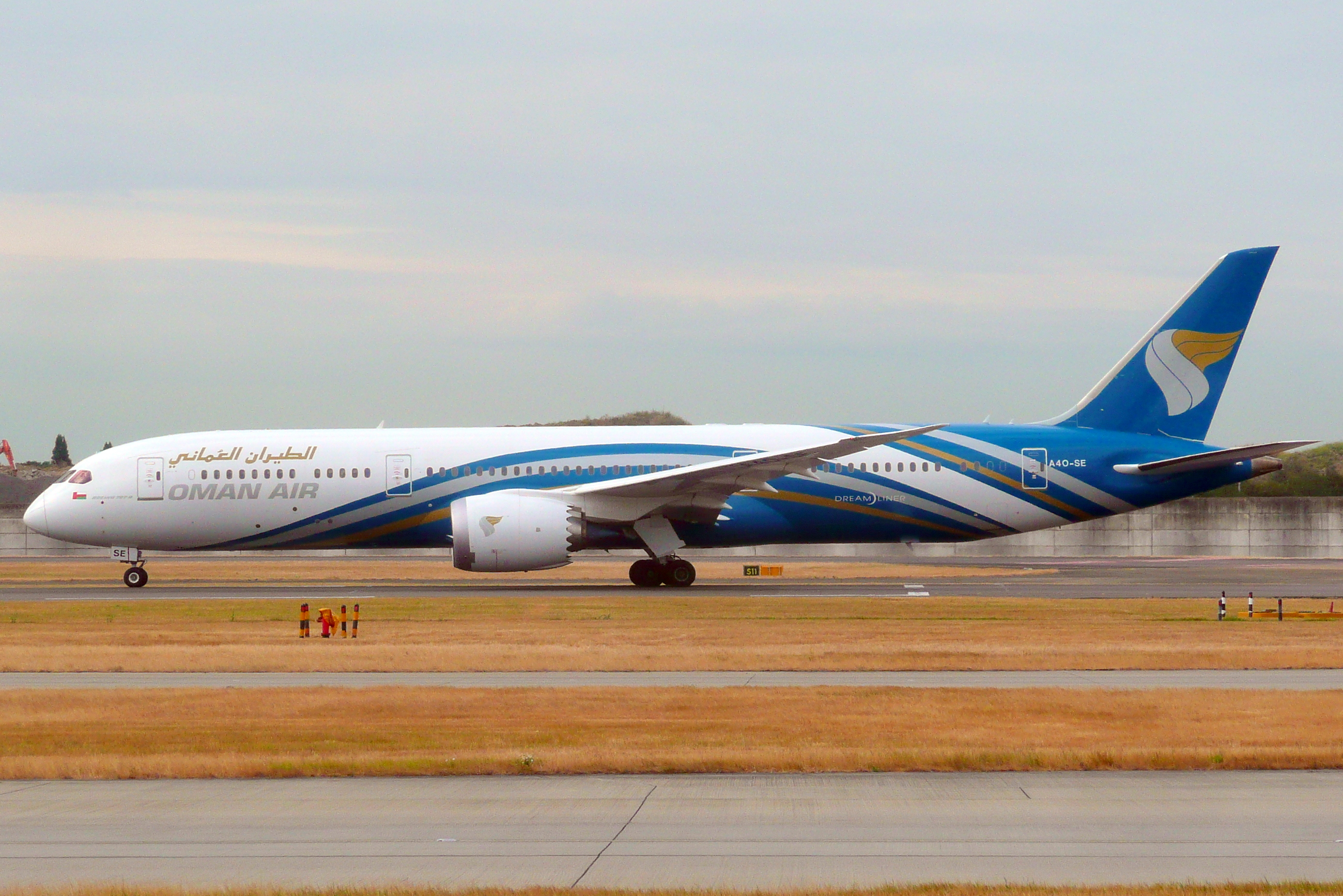
Un Boeing 787-9.

A maggio 2025 la flotta di Oman Air è composta dai seguenti aeromobili:

### Flotta storica

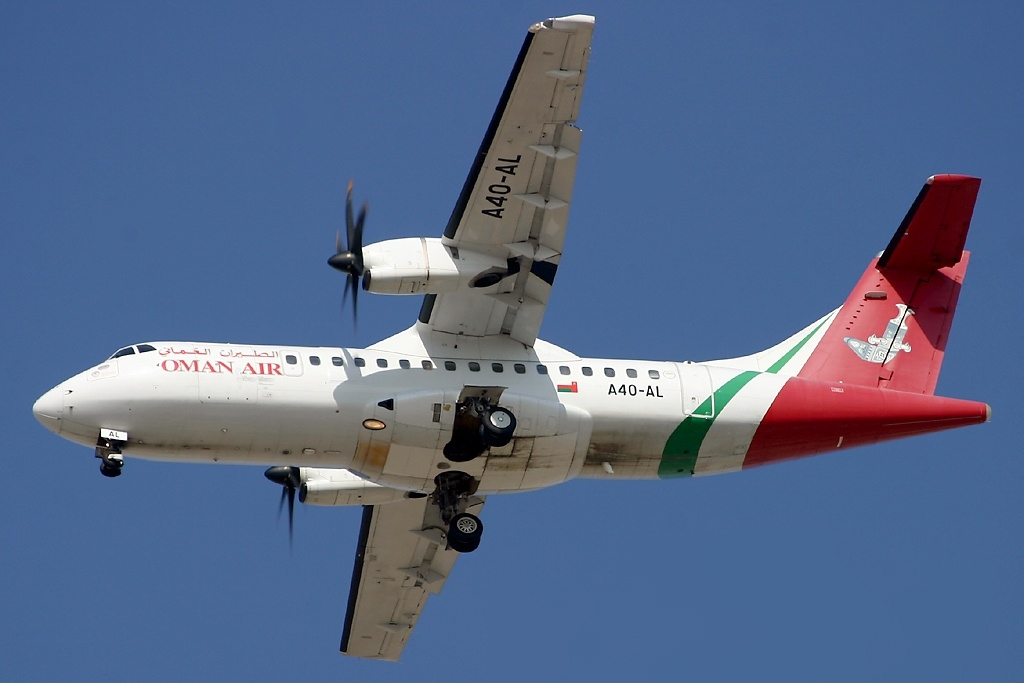
Un ATR 42-500.

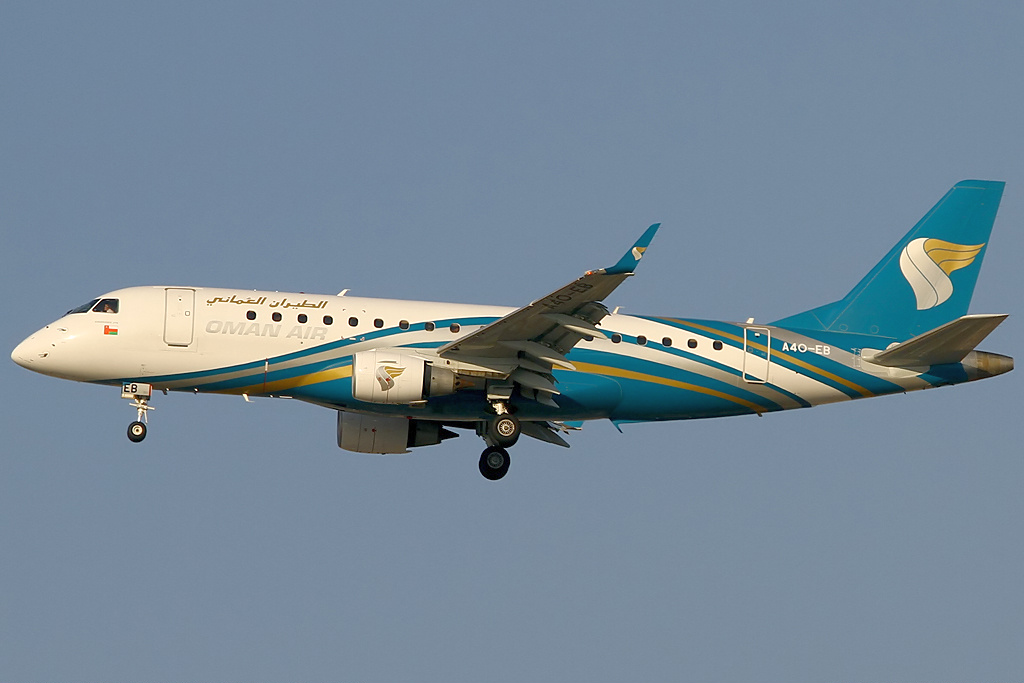
Un Embraer E-175.

Oman Air operava in precedenza con i seguenti aeromobili: